# AXENT NabestaandenZorg
AXENT NabestaandenZorg was een Nederlandse uitvaartverzekeraar, die verzekeringen aanbood ten behoeve van het bekostigen van uitvaarten. Het hoofdkantoor was gevestigd in Groningen.

## Historie
Axent Verzekeringen werd in 1846 opgericht als algemeen verzekeringsfonds en is door een consolidatie van 13 verschillende verzekeringsportfolio's (waaronder naast Axent ook Ago, NVG, LPU en Momento Mori) opgegaan in AEGON NabestaandenZorg (NBZ). In 2010 verkocht AEGON dit onderdeel aan investeringsmaatschappij Egeria en werd de naam AXENT geherintroduceerd.
Op 1 oktober 2016 is Axent opgegaan in Ardanta.
Sinds 2000 is Ardanta onderdeel van ASR en vanaf 2024 is Ardanta als merknaam opgehouden te bestaan en is de naam nu eveneens ASR.